# Ашага-Архит
Ашага-Архит (лезг. Агъа Архит) — село в Хивском районе Дагестана. Административный центр сельского поселения — сельсовет Ашага-Архитский.

## История
Селение Ашага-Архит расположено на 33 километре у автотрассы Мамраш-Ташкапур, на правом берегу реки Чираг-чай. Численность населения составляет около 850 человек, хозяйств - 240 единиц. Расстояние до райцентра - селения Хив 4 километра.
История селения уходит в глубокую древность. Образовалось оно в результате слияния более 5 близлежащих поселений.
Топоним «Архит» имеет несколько версий. Одна из них связана с социальным фактором: в эту местность сначала переселились архаяр («родственники»). Вторая версия: селение расположено у обочины (къе-рехда) дороги и (или) у берега (опять къе-рех) реки. В обеих версиях слова «архаяр-къерех» со временем трансформировались в слово «архит», откуда селение получило свое название Архит. Названия сливших¬ся населенных пунктов до сих пор сохранились - «мийитрин-мититрин» (участок трупов) «к^лейрин-келлейрин к!ам» (ущелье черепов), «зитЫнар» (на участке «цехцел») и других. Эти селения, в том числе и Архит, сильным разрушениям и физическому истреблению жителей со стороны иноземных захватчиков. В 1239 году по лощине, где расположено селение Архит, прошли монголы, предавая огню и мечу само селение и его жителей. Сохранилось кладбище «магъуйрин сурар» (кладбище монголов). Имеются топонимы пребывания здесь Надир-шаха - шах-харман (молотьба детей).
Этнографические памятники, найденные на территории высокогорной части Лезгистана, свидетельствуют о том, что селение Архит еще в XIII-XIV веках существовало под тем же названием.
Как свидетельствуют исторические памятники, селение существовало и ранее и неоднократно претерпевало различные природные и социального характера катаклизмы. Селение входило в Кюринский округ и возглавлялось старостой.
Жители селения издавна занимались земледелием и скотоводством. В домашнем хозяйстве производилась шерсть, из которой делали ковры, из дерева и железа изготовляли инвентарь домашнего обихода. С давних времен люди использовали энергию реки Чираг-чай. На ней устанавливали мельницы. В селении большой популярностью и уважанием пользовались кузнецы Эмирага, Рахман, каменщики Рамазан, Кадир, плотники Сейфуллах, Магомед и другие.
До 30-х годов XX века в селении при мечети дети обучались арабскому языку у моллы Мехти.
В 1932 году в селении открылась светская начальная школа. На территории села в этом же году нашли месторождение каменного угля, здесь также обнаружены полезные ископаемые - известняк, гипс, фарфор.
Архитский рудник по добыче каменного угля функционировал в 1939-1959 годах, он обеспечивал работой не только архитцев, но и жителей соседних сел. К сожалению, эти природные богатства законсервированы.
В годы Великой Отечественной войны из селения ушло на фронт более 80 человек. Больше половины из них не вернулось с полей сражений. В память о них в селении установлен обелиск. В годы войны и до 1960-х годов в селении функционировал детский дом, где нашли приют дети-сироты из многих сел и районов республики.

## География
Расположено в 4 км к юго-востоку от районного центра — села Хив, на реке Чирагчай. 
Широта: 41°44'06 Северной Широты Долгота: 47°58'21 Восточной Долготы 
Высота над уровнем моря: 862 м  Населенные пункты поблизости:Цинит, Хив, Ашага-Захит, Куг, Цлак, Тркал, Асакент, Конциль, Цнал, Юхари-Архит

## Население
| 1895 | 1926 | 1939 | 1970 | 1989 | 2002 | 2010 |
| ---- | ---- | ---- | ---- | ---- | ---- | ---- |
| 546  | ↘429 | ↗647 | ↗842 | ↘554 | ↗686 | ↗808 |
| 2021 |      |      |      |      |      |      |
| ↘706 |      |      |      |      |      |      |

В Архите насчитываются представители таких сихилов, как Бакьнияр, Бекьечар, Калагъаяр и Вердихяр.